# Marcellin Allard
Pour les articles homonymes, voir Allard.
Marcellin Allard (v. 1550 - v. 1610 probablement en 1618) est un homme de lettres français, auteur de la Gazzette françoise, dans laquelle il décrit la vie à Saint-Étienne, et d'un poème de 466 vers, Le Ballet forézien, première œuvre écrite en dialecte stéphanois.

## Biographie
Né d'un père Pierre Allard qui fut consul de Saint-Étienne en 1559 et de Antoinette Bory sa mère, il était également négociant et fut député des États généraux du Forez.
Il se marie vers 1580 avec Hélène de Roissieu, d'une famille noble de Saint-Étienne, qui lui donna quatre fils et deux filles.

## Publications
- La Gazzette françoise (privilège du roi en 1605), écrit en patois gaga.
- Ballet en langage forezien de trois bergers et trois bergères se gaussant des amoureux qui nomment leurs maistresses, leur doux souvenir, leur belle pensée, leur lis, leur rose, leur œillet (1605)
- Le « Ballet forésien » de 1605 en dialecte de Saint-Étienne, suivi d'extraits en prose de la « Gazzette françoise », publiés par Eugène Veÿ, thèse complémentaire présentée à la Faculté des lettres de Lyon, Paris, H. Champion, 1911
- Le Ballet en langage forézien (1605), présenté par S. Escoffier et C. Longeon, Saint-Étienne, Publications de l'université de Saint-Étienne, 1975, 112 p.  (ISBN 2-85145-025-5)